# TT190
La tombe thébaine TT 190 est située à el-Assasif, dans la nécropole thébaine, sur la rive ouest du Nil, face à Louxor en Égypte. Elle fait partie d'un complexe comprenant également la tombe TT191.
C'est la sépulture de Nesbanebded (Ns-bȝ-nb-ḏd) datant de la période saïte ou ptolémaïque, après l'usurpation de la tombe d'un inconnu datant du règne de Ramsès II.

## Description

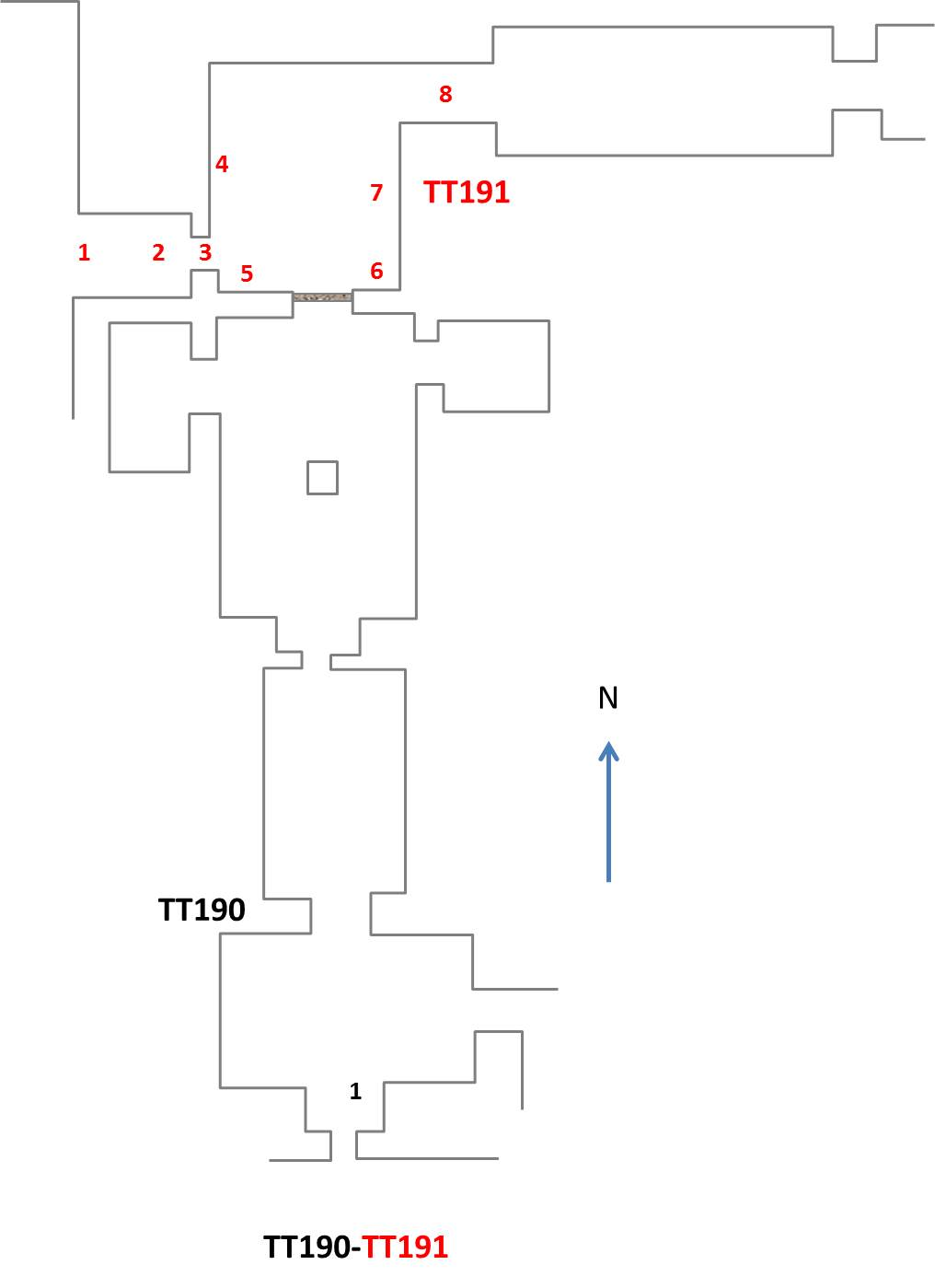